# Zemitrella fallax
Zemitrella fallax är en snäckart som beskrevs av Powell 1940. Zemitrella fallax ingår i släktet Zemitrella och familjen Columbellidae. Inga underarter finns listade i Catalogue of Life.